# Mel Ramos
Melvin John Ramos más conocido como Mel Ramos (Sacramento, California, 24 de julio de 1935 - Oakland, California, 14 de octubre de 2018) fue un pintor estadounidense. Integrante del arte pop estadounidense de los años 1960.

## Biografía
Frente al grupo de Nueva York formado por Andy Warhol, Roy Lichtenstein y otros, Ramos trabajó en California, lo que influyó en su trabajo: muestrando una sensibilidad diferente a la de los autores de la costa Este. Influido en sus inicios por Willem de Kooning, se alejó más tarde del expresionismo abstracto, corriente de moda cuando era estudiante.
Hacia 1962 comienza una serie de superhéroes sacados de las viñetas del mundo del cómic. Recrea heroínas como Wonder Woman, Phantom Lady o Sheena, de las historietas que leía en su juventud. Su primera exposición individual, en la Galería Bianchini de Nueva York, data de 1964. Desde mediados de los 60 desarrolla un tipo de iconografía que combina desnudos femeninos idealizados (pin-ups) con anuncios de marcas de productos de gran consumo, con todo el cromatismo del Arte pop. Ramos es uno de los primeros artistas del siglo XX que incorporan el arte comercial en su vocabulario formal, y hasta hace poco fue uno de los pocos representantes vivos del Pop estadounidense.
Vivió en Horta de San Juan, en las Tierras del Ebro, donde también pasó dos temporadas el pintor Pablo Picasso, que tiene un museo dedicado a él en la localidad.